# Levellers (band)
Levellers is een Britse band. Hun repertoire omvat voornamelijk folkrock of indierock, met invloeden uit de punk en traditionele Engelse volksmuziek.
De band is afkomstig uit Brighton, Engeland, waar de band in 1988 ontstond. De naam is afgeleid van de levellers, een radicale fractie van het New Model Army van Oliver Cromwell. De naam verwijst ook naar het relatief vlakke gebied in Brighton waar de meeste bandleden opgroeiden.  Onderwerpen als natuur en milieu, vrede en anarchisme zijn vaak terugkerende onderwerpen.

## Bandleden
- Mark Chadwick (zang, gitaar)
- Simon Friend (gitaar, banjo, zang, mandoline, harmonica)
- Jeremy Cunningham (basgitaar, zang)
- Charlie Heather (drum)
- Jon Sevink (viool)
- Matt Savage (keyboards, backing vocals)
- Stephen Boakes (didjerido)

## Discografie
- A Weapon Called The Word (april 1990)
- Levelling The Land (oktober 1991)
- See Nothing, Hear Nothing, Do Something (1992)
- Levellers (september 1993)
- Zeitgeist (augustus 1995)
- Headlights, White Lines, Black Tar Rivers (live) (augustus 1996)
- Mouth to Mouth (augustus 1997)
- One Way of Life - The Best Of The Levellers (oktober 1998)
- Hello Pig (september 2000)
- Green Blade Rising (september 2002)
- Truth and Lies (mei 2005)
- Letters from the Underground (juli 2008)
- Static on the Airwaves (juni 2012)
- We the Collective (2018)
- Peace (2020)